# Ivan Netchouï-Levytsky

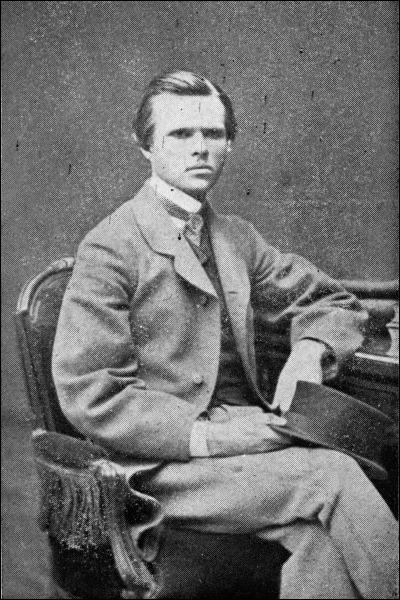
Ivan Netchouï-Levytsky durant ses études à l'Académie théologique de Kiev en 1865.

Ivan Semenovytch Netchouï-Levytsky (ukrainien : Іван Семенович Нечуй-Левицький), né le 25 novembre 1838 à Stebliv et mort le 15 avril 1918 à Kiev, est un écrivain, traducteur et enseignant ukrainien.

## Biographie
Ivan Netchouï-Levytsky naît dans la famille d'un prêtre paysan à Stebliv, dans l'actuel oblast de Tcherkassy (centre de l'Ukraine).
En 1847, il entre à l'école religieuse Bohouslav. Après avoir obtenu son diplôme de l'Académie théologique de Kiev en 1865, il enseigne la langue, l'histoire et la géographie russes au séminaire théologique de Poltava (1865-1866), puis dans différents lycées en Pologne — Kalisz, Siedlce (1867-1872) — et en Bessarabie — à Kichinev (1873–1874) —. Il y dirige un cercle d'enseignants progressistes qui discutent de questions nationales et sociales lors de réunions clandestines. Parallèlement, il fait la promotion de la littérature ukrainienne à Kichinev, ce qui lui vaut d'être placé sous surveillance par les autorités.
En 1885, il prend sa retraite et retourne à Kiev, où il se consacre essentiellement à son travail littéraire.
Ivan Netchouï-Levytsky commence à écrire en 1865. Ses œuvres paraissent dans des maisons d'édition et des périodiques kiéviens et galiciens tels que les magazines Rada, Pravda, Dilo et Zoria. Sa bibliographie comprend des romans d'histoire sociale et populaire, des drames, des comédies et des contes de fées. Parmi ses œuvres les plus célèbres figurent le roman La Famille Kaïdach (1878) et la comédie À Kojoumiaky (1875) : celle-ci sera réinterprétée par Mykhaïlo Starytsky dans sa pièce À la poursuite de deux lièvres, adaptée en 1961 en une comédie populaire sous le même titre.
En 1908, Ivan Netchouï-Levytsky intègre le Club ukrainien (en ukrainien : Український клуб), une association d'intellectuels ukrainiens basée à Kiev : présidée par Mykola Lyssenko, elle compte notamment parmi ses rangs la poétesse Lessia Oukraïnka et l'écrivain Ivan Franko.
Durant la Première Guerre mondiale et la révolution d'Octobre, Netchouï-Levytsky sombre dans la pauvreté : sans aucun cachet littéraire, il vit dans une maison mal chauffée et peine à se nourrir. Le 15 avril 1918, il meurt d'inanition dans un hospice de Kiev qui l'a recueilli. Il est enterré au cimetière Baïkov.
En 1960, un musée littéraire consacré à l'écrivain ouvre dans sa ville natale de Stebliv.
Le 6 novembre 2018, la Banque nationale d'Ukraine émet une pièce en argent de deux hryvnias pour commémorer le 100e anniversaire de sa mort.

## Œuvres littéraires
Nouvelles, romans et contes de fées
- Рибалка Панас Круть – Rybalka Panas Krout’ (1868)
- Причепа – Prytchepa (1869)
- Дві московки – Dvi moskovky (1969)
- Не можна бабі Парасці вдержатись на селі – Ne mojna babi Parastsi vderjatys’ na seli (1874)
- Благословіть бабі Палажцi скоропостижно вмерти – Blahoslovit’ babi Palajtsi skoropostyjno vmerty (1875)
- Хмари – Khmary (1875)
- Бурлачка – Bourlatchka (1876)
- Микола Джеря – Mykola Djeria (1878)
- Кайдашева сім’я – Kaïdachéva sim’ia (1879)
- Два брати – Dva braty (1885)
- Афонський пройдисвіт – Afons’kyï proïdysvit (1890)

Drames
- Маруся Богуславка – Maroussia Bohouslavka (1875)
- На кожум'яках – Na kojoum’iakakh (1875)
- Старо-світьскі батюшки та матушки – Staro-svits’ki batiouchky ta matouchky (1885)

Romans historiques
- Гетьман Иван Віговський – Het’man Ivan Vihovs’kyï (1899)
- Український гетьман Богдан Хмельницький і козаччина – Oukraïns’kyï het’man Bohdan Khmel’nyts’kyï i kozattchyna